# Ben Calvin Hary
Ben Calvin Hary (eigentlich Benjamin Hary; geboren am 19. September 1980 in Saarbrücken) ist ein deutscher Science-Fiction-Autor und YouTuber.

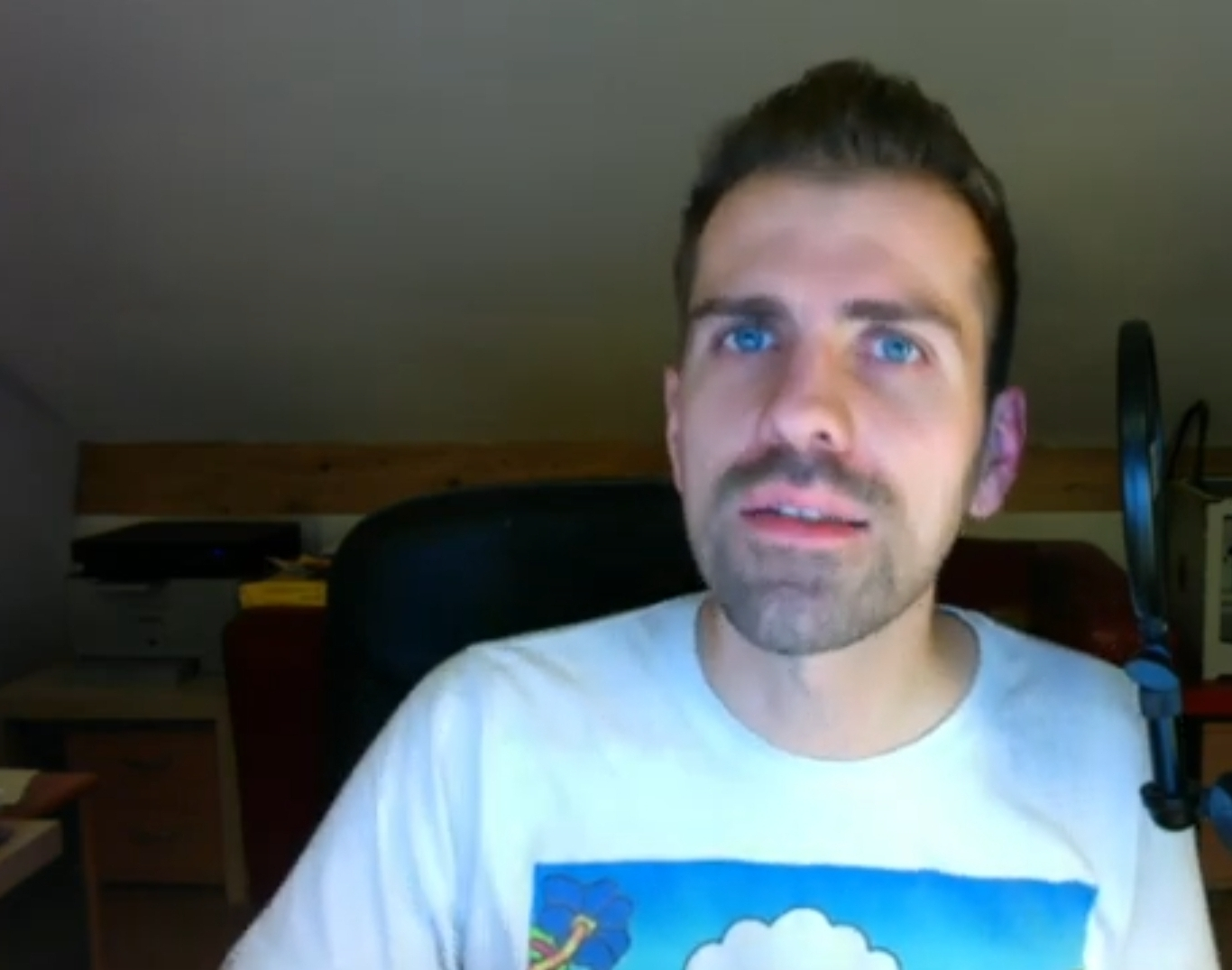
Ben Calvin Hary (2017)

## Leben
Nach einer Ausbildung als Mediengestalter arbeitete Hary acht Jahre lang als Redakteur und Sprecher beim Saarländischen Rundfunk, insbesondere für das Jugendradio 103.7 UnserDing. Außerdem verfasste und produzierte er Hörspiele (Held & Jedermann) und Comedy-Reihen, beispielsweise Die fabelhafte Welt des Wunderns, die auch auf UnserDing lief. Von 2011 bis 2018 war Hary Redakteur bei einem Online-Nachrichtenportal der Saarbrücker Zeitung. Später arbeitete er hauptberuflich als Software-Entwickler, ursprünglich im Agenturgeschäft der Verlagsgruppe Saarbrücker Zeitung, von 2021 bis 2023 dann in einem Saarbrücker Startup. Seit Herbst 2023 ist er ausschließlich als freiberuflicher Schriftsteller und Content Creator tätig.
Hary begann schon früh zu lesen. Mit acht Jahren fand er seinen ersten Perry-Rhodan-Roman und fortan ließ ihn die Serie nicht los. Von 2013 bis 2017 war er Mitarbeiter von SOL, dem Mitgliedermagazins der Perry Rhodan-FanZentrale e.V., wo er Beiträge verfasste und für Lektorat und Schlussredaktion zuständig war. 2014 erschien dann ein erster Fan-Fiction-Roman aus dem Perry-Rhodan-Universum als Band 14 der PERRY RHODAN-Fan-Edition.
Ab 2016 schrieb Hary Heftromane für die Maddrax-Serie des Bastei-Verlags. 2018 erschien im Atlantis-Verlag der Science-Fiction-Roman Koshkin und die Kommunisten aus dem Kosmos. Seit 2020 erscheint dort die Jugendbuchreihe The Chronos Sphere.
Außerdem zeichnete und textete Hary Comics, veröffentlicht Videos im eigenen YouTube-Kanal und ist außerdem Hauptdarsteller in Perryversum, dem You-Tube-Kanal der Perry-Rhodan-Redaktion. Für letztere steuert er außerdem redaktionelle Inhalte bei.
Hary konzipierte die aus zwölf Heftromanen bestehende und ab März 2022 erschienene Perry-Rhodan-Miniserie Atlantis sowie den Nachfolger Atlantis 2 aus dem Folgejahr, schrieb die Exposés zu den einzelnen Romanen und erstellte zahlreiche Arbeitsblätter für die Autoren der Serie. Den ersten und den letzten Roman der beiden Miniserien verfasste er jeweils selbst.
Seit 2023 ist er Teil des Autorenteams der eigentlichen Perry-Rhodan-Serie und damit einer ihrer Hauptautoren.
Ab Perry Rhodan-Band 3300 übernahm Hary die Exposé-Redaktion von Christian Montillon und Wim Vandemaan.

## Bibliografie

### Serien
Die Serien sind nach dem Erscheinungsjahr des ersten Teils geordnet.
Perry Rhodan-Fan-Edition (Perry-Rhodan-Fanfictionserie)
- 14 Mein Freund Perry (2014)

Dorgon Special Edition (Perry-Rhodan-Fanfictionserie)
- 19 Der Weg des Oxtorners (2014)
- 20 Casino BASIS (2015)

Arkon (Perry-Rhodan-Miniserie)
- 3 Die Kristallzwillinge (2016)

Maddrax (Heftromanserie, Fremdwelt-Zyklus)
- 434 Asche über Botan (2016)
- 448 Die Offerte (2017)
- 458 Die Silizier (2017)
- 468 Der König von Novis (2017)
- 475 Die neue Heimat (2018)
- 486 Die Wurmloch-Architekten (2018)
- 492 Wilde Gestade (2018, mit Sascha Vennemann)
- 497 Der Scheinplanet (2019)
- 520 Verlorene Erinnerungen (2019, Kurzgeschichte Die letzte Weihnacht)

Ein Zimmer auf dem Mars (Fortsetzungsroman)
- 1 Abschied von Terra (2016)
- 2 Der Rote Phönix (angekündigt)

Rettungskreuzer Ikarus (Fanfictionserie, Atlantis Verlag)
- 73 Exogenesis (2018, ISBN 978-3-86402-633-1)
- 74 Der letzte Enduro (2019, ISBN 978-3-86402-643-0)

Mission SOL (Perry-Rhodan-Miniserie)
- 4 Welt des ewigen Todes (2019)
- 9 Ins Herz der Finsternis (2019)

Perry Rhodan Neo
- 227 Samfonnan, der Gefallene (2020)
- 235 Das Mausbibergrab (2020)
- 245 Saturn in Flammen (2021)
- 256 Die Flüsterfürstin (2021)
- 261 Die Imperatrix (2021)
- 266 Schach für Thora (2021)
- 281 Die Ceynach-Jägerin (2022)

Mission SOL 2 (Perry-Rhodan-Miniserie)
- 8 Das Gelbe Universum (2020)

Wega (Perry-Rhodan-Miniserie)
- 2 Die Rollende Stadt (2021)
- 11 Der Bastardprinz (2021)

Galacto City (Perry-Rhodan-Kurzromanreihe)
- 5 Der 200-Tage-Mann (2021)

Atlantis (Perry-Rhodan-Miniserie)
- 1 Im Land der Sternengötter (2022)
- 12 Nekrolog (2022)

Atlantis 2 (Perry-Rhodan-Miniserie)
- 1 Das neue Utopia (2023)
- 12 Der gefallene Kosmos (2023)

Perry Rhodan
- 3222 Die letzte Drangwäsche (2023)
- 3239 Krieg der Diplomaten (2023)
- 3247 Der Dunkle Hafen (2023)
- 3259 Detektiv der USO (2024)
- 3274 Lichtung der Seligkeit (2024)
- 3300 Terra muss fallen (2024)
- 3309 Die Schattenhand (2025)

### Romane
- Koshkin und die Kommunisten aus dem Kosmos. Atlantis, Stolberg 2018, ISBN 978-3-86402-620-1.
- mit Sascha Vennemann: BIOMIA – Welt des Vergessens : Battle Royale Abenteuer mit Tipps zu Fortnite Season 8. Bildner Verlag, Passau 2019, ISBN 978-3-8328-0352-0.
- The Chronos Sphere – Die Retter der Zeit. Atlantis, Stolberg 2020, ISBN 978-3-86402-703-1.